# Миколаївська перша волость (Ананьївський повіт)
Миколаївська перша волость — історична адміністративно-територіальна одиниця Ананьївського повіту Херсонської губернії.
Станом на 1886 рік складалася з 5 поселень, 6 сільських громад. Населення — 2566 осіб (1269 чоловічої статі та 1297 — жіночої), 357 дворових господарств.
|                     | Площа, десятин | У тому числі орної, дес. |
| ------------------- | -------------- | ------------------------ |
| Сільських громад    | 1805           | 1103                     |
| Приватної власності | 13646          | 7137                     |
| Казенної власності  | —              | —                        |
| Іншої власності     | 36             | 30                       |
| Загалом             | 15487          | 8270                     |

Найбільші поселення волості:
- Миколаївка перша (Ганське) — колишнє власницьке містечко за 29 верст від повітового міста, 892 особи, 175 дворів, 2 постоялих двори. За 3 версти — лавка.